# Ealing Studios

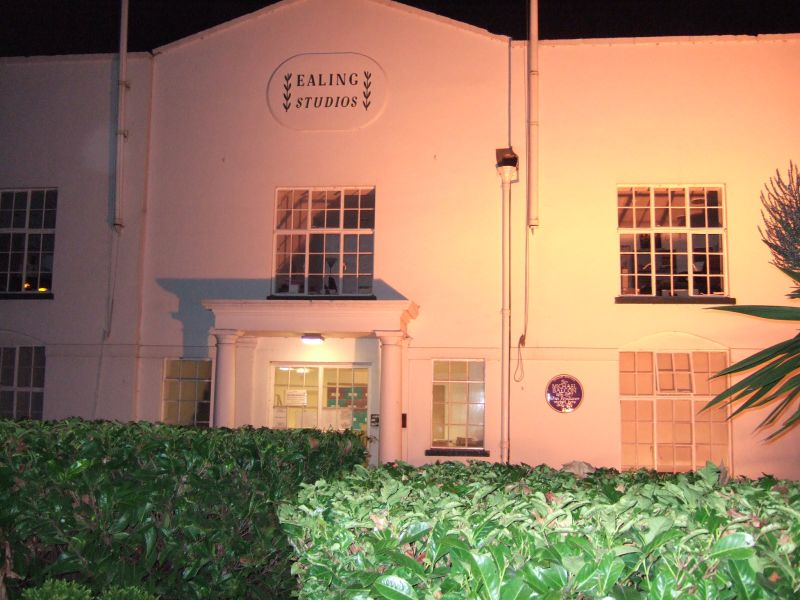
Entrata degli Ealing Studios.

Ealing Studios è uno studio cinematografico e televisivo situato a Ealing, una località adiacente all'area metropolitana di Londra.

## Storia
L'area oggi occupata dagli studi, è stata costruita nel 1896 dal produttore cinematografico Will Barker, e successivamente venduta ad un acquirente londinese, Basil Dean.
Dean, nel 1929 fondò la Associated Talking Pictures e due anni dopo riaprì gli Ealing Studios alla ricerca di fortuna. Nel 1933, la società fu rinominata Associated Talkink Pictures e nel 1938 gli Ealing passarono sotto la direzione di Michael Balcon, un produttore associato alla Metro-Goldwyn-Mayer.
Dagli anni '40, gli Ealing iniziarono a produrre i primi film di guerra, Went the Day Well? (1942), The Foreman Went to France (1942) e San Demetrio, London.
Nel 1944, gli studi furono comprati dalla società inglese di intrattenimento radiofonico e televisivo Rank Organisation. Tra gli anni '30 e gli anni '40, dagli studi fuoriuscirono molte commedie e alcune di esse diedero i natali ad attori comici quali George Formby e Will Hay.
La società fu conosciuta dal mondo inglese per le numerose commedie a sfondo satirico e sociale che in un qual modo cercavano di portare sul grande schermo le abitudini del popolo inglese, alcuni esempi sono Piccoli detectives (Hue and Cry), Barnacle Bill e Whisky a volontà.
Molte delle pellicole filmate e prodotte agli Ealing Studios hanno avuto la firma di Douglas Slocombe come direttore della fotografia, celebre per aver lavorato agli Indiana Jones di Steven Spielberg.
Nel 1955, la BBC comprò la società dando una svolta alla direzione, le produzioni dapprima volte principalmente al cinema andarono alla televisione; esempi sono le acclamate serie televisive Colditz, The Singing Detective e Fortunes of War.
Un nuovo cambio di gestione si è avuto nel 1995, dopo il passaggio di diritti dalla BBC alla National Film and Television School e successivamente a fine 2000 agli imprenditori Uri Fruchtmann, Barnaby Thompson, Harry Handelsman e John Kao.